# Samopal vzor 61
Škorpion vz. 61 (nebo Sa vz. 61 Skorpion) je kompaktní československý samopal používaný v bezpečnostních složkách a armádě od 60. let dvacátého století. Vyráběn byl pod oficiálním označením Samopal vzor 61 firmou Česká zbrojovka Uherský Brod mezi lety 1963 až 1979. V roce 2009 obnovila výrobu Sa vz. 61  firma Czech Small Arms. 
Ačkoli byl vyvinut pro bezpečnostní síly, byl přijat do výzbroje československé armády také jako osobní zbraň pro personál nižších vojenských hodností, řidiče vozidel, obrněných vozidel a speciálních jednotek. V současné době se tato zbraň používá v ozbrojených silách několika zemí jako osobní zbraň. Varianta Škorpionu, obsahující místo dřevěného originálu syntetickou rukojeť, byla v Jugoslávii vyráběna na základě licence pod označením M84. Vznikla také civilní poloautomatická verze známá jako M84A, dostupná také v rážích .380 ACP.

## Historie
Původní impuls ke konstrukci Škorpionu dalo československé ministerstvo vnitra (proto volba ráže 7,65 mm Browning, standardní pistolové ráže bezpečnostních složek), ke kterému se následně přidalo i ministerstvo národní obrany.
Hlavním konstruktérem vzoru 61 byl inženýr Miroslav Rybář (1924–1970). Vývoj samopalu byl dokončen na přelomu 50. a 60. let dvacátého století. Na počátku 60. let byl zaveden do výzbroje ozbrojených složek československého Ministerstva vnitra a do výzbroje Československé lidové armády.
Samopalem vz. 61 ráže 7,65 Browning byli vyzbrojeni někteří specialisté ČSLA (vybrané odbornosti u průzkumných, strážních a speciálních jednotek), ale především byl určen pro potřeby Sboru národní bezpečnosti, který v té době používal služební pistoli vz. 50 ve stejné ráži. Od šedesátých let jej měli prakticky všichni příslušníci SNB přidělený jako druhou zbraň. Samopal byl rovněž ve výzbroji Sboru nápravné výchovy (vězeňská služba).
Pro svůj malý dostřel, dobrou ovladatelnost a vysokou rychlost palby je vhodný k boji v uzavřených prostorách a na krátkou vzdálenost, ačkoliv náboj ráže 7,65 mm byl považován už ve své době za příliš slabý pro použití v samopalech.
Z uživatelského hlediska je tento samopal velmi jednoduchou, odolnou a spolehlivou zbraní. Kromě české a slovenské policie a armády je používaný také policejními sbory v mnoha jiných zemích. Mimo jiné byl a je používaný rovněž zločinci a teroristy. Vzor 61 používala i osobní garda Ho Či Mina.

## Výroba
Dvousetkusová ověřovací série byla vyrobena v roce 1962 v České zbrojovce Uherský Brod. V příštím roce byla schvalována technická dokumentace a v průběhu roku 1963 zahájena sériová výroba standardního provedení samopalu vz. 61. Po naplnění potřeby (téměř 100 000 ks) byla výroba v polovině roku 1966 zastavena. Pozdější výroba samopalu v ráži 7,65 mm probíhala v letech 1973–1976 (55 000 ks), 1978–1979 (45 000 ks) a 1992–1994, přičemž celkový objem dosáhl asi 210 000 vyrobených kusů. Samopaly vz. 61 byly rovněž exportovány do zahraničí. Oficiálně 30 000 ks z druhé série do Jugoslávie, neoficiálně v rámci „soudružské pomoci“ do mnoha jiných, převážně afrických a asijských států.
Kromě Československa se vyráběl také v Jugoslávii, kam byla v polovině 80. let dvacátého století poskytnuta výrobní licence. Výroba probíhala ve zbrojovce Crvena Zastava v Kragujevaci. Samopal byl zaveden do výzbroje jugoslávské armády jako Zastava M84 skorpion.
V rámci obnovené výroby od roku 2009 je Škorpion vyráběn ve všech již dříve vyráběných rážích, tj. 7,65 mm Browning, 9 mm Browning a 9 × 18 mm Makarov, jakož i v rážích, které nikdy dříve vyráběny nebyly jako např. 9 mm P.A.Blanc a 9 mm P.A.Rubber.

### Kategorie zbraně
Terminologické zařazení některých zbraní je z pohledu volnosti definice kategorií problematická. Škorpion byl vyvinut a původně vyráběn jako samopal. Tedy samočinná zbraň na pistolové střelivo. V civilní variantě je předělán na zbraň samonabíjecí, což znamená že nevyhovuje definici samopalu. 
Rozhodující a jednoznačná kategorizace je důležitá z pohledu Zákona o zbraních, který má kategorie zbraní definované jinak a především s cílem jednoznačného zařazení. Z tohoto pohledu je samočinná verze střílející dávkou zbraní kategorie A. Samonabíjecí verze, u které je potřeba k výstřelu dalšího náboje znovu stisknout spoušť, spadá obvykle do kategorie B. V ojedinělých případech, například když došlo k úpravě původně samočinné zbraně na samonabíjecí, může jít o kategorii A-1. Kategorizace zbraní může mít i další specifika, která jdou nad rámec tohoto článku.

## Varianty

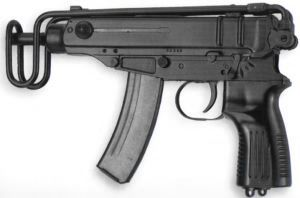
Vz. 61 E

V průběhu výroby vzniklo několik variant lišících se pouze používanými náboji. Samopal vzor 64 používal náboje 9 mm Browning, vzor 65 náboje 9 × 18 mm Makarov a vzor 68 náboje 9 × 19 mm Parabellum. Všechny zůstaly pouze v prototypech a sériově se nevyráběly.
V devadesátých letech dvacátého století firma ČZ Uherský Brod nabízela Škorpion model 82 používající střelivo 9 × 18 mm Makarov a Škorpion model 83 používající náboje 9 mm Browning. Samopal vzor 82 byl vyvíjen na přelomu 70. a 80. let dvacátého století. Jeho vznik souvisel se zaváděním nové armádní pistole vz. 82 používající československý náboj ráže 9 mm vz. 82 (vylepšený sovětský náboj 9 × 18 mm Makarov). Používal dva druhy rovných dvouřadových zásobníků – kratší na 12 nábojů a delší na 24 nábojů. Bylo u něj provedeno zdokonalení spoušťového ústrojí týkající se zjednodušení technologie výroby a snadnější montáže a demontáže zbraně. Napínací hmatníky závěru byly nahrazeny nevelkou napínací klikou, která mohla být umístěna na libovolnou stranu zbraně. Upravená ramenní opěrka byla prodloužena a řešena jako teleskopická. Přestože se jednalo o podstatné vylepšení stávající konstrukce, nový model se nepodařilo prosadit do výzbroje a vývoj skončil pouze výrobou několika prototypů.
Počátkem 90. let dvacátého století vznikla rovněž samonabíjecí verze umožňující střelbu pouze jednotlivými ranami. Zbraň byla označena jako ČZ vz.91S (Semiautomatic = poloautomatický) a byla nabízena v ráži 7,65 mm Browning, 9 × 18 mm Makarov a 9 mm Browning.
Varianta označená jako CZ Škorpion 9×19, jejíž prototyp byl vystavován roku 1999, používá pevnou plastovou pažbu nebo klasickou sklopnou opěrku. Zbraň doznala určitých konstrukčních úprav, hmotnost prázdného samopalu vzrostla na 2,1 kg. Před zásobníkem je namontována montážní lišta, ke které se dá připevnit přední rukojeť či taktická svítilna. Samopal umožňuje použití kolimátoru a supresoru. Hledí je nastavitelné pro střelbu na 75, 150 nebo 250 metrů. Používané střelivo je 9 × 19 mm Parabellum, variantní zásobníky na 10, 20 nebo 30 nábojů.
XCZ 868 je označení posledních prototypů dále upraveného Škorpionu. Je opět v ráži 9 × 19 mm Parabellum, má novou teleskopickou pažbu, novou plastovou rukojeť, snímatelnou přední rukojeť. Původní napínací hmatníky závěru byly nahrazeny napínací pákou, která zůstává v přední poloze a při střelbě se nepohybuje. Dá se zamontovat na levou i pravou stranu.
V současnosti lze opět sehnat civilní variantu střílející jednotlivými ranami samonabíjecí vyráběnou zbrojovkou v Uherském Brodu pod názvem CZ SKORPION 61 S v ráži 7,65 mm Browning, jakož i modely Sa vz. 61 Pistol od firmy Czech Small Arms v rážích 9 mm Browning a 9 × 18 mm Makarov a dokonce i v malorážném provedení .22LR Archivováno 3. 1. 2019 na Wayback Machine. s polymerovými zásobníky.
- vz. 64 – .380 ACP (9×17mm Short)
- vz. 65 – 9 × 18 mm Makarov
- vz. 68 – 9 × 19 mm Parabellum

## Konstrukce

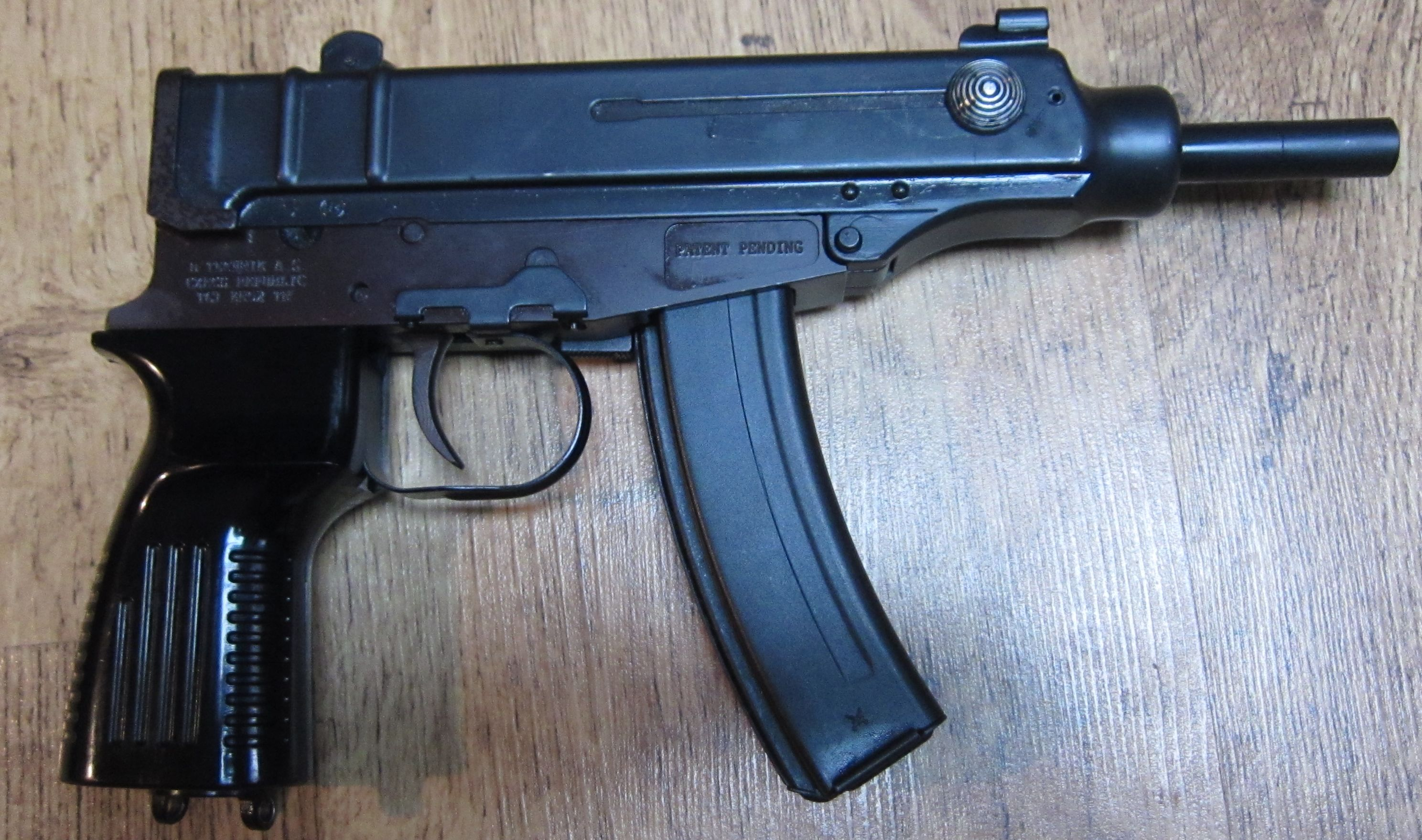
Civilní varianta je samonabíjecí. Varianta na tomto obrázku nemá sklopnou ramenní opěrku.

Samopal vzor 61 je automatická zbraň s neuzamčeným dynamickým závěrem. Zbraň má pevnou hlaveň se šesti drážkami vývrtu, která je zasazena do pouzdra závěru vyrobeného z plechu. Pouzdro závěru má po stranách dva svislé výstupky jako hmatníky. Zbraň střílí z přední polohy závěru. Výhozní okénko se nachází na horní ploše pouzdra závěru – vystřelené nábojnice jsou vyhazovány nahoru.
Zpožďovací zařízení pro zpomalování kadence prodlužuje funkční cyklus závěru a slouží rovněž jako tlumič zpětného rázu závěru v zadní úvrati. Svislý zpožďovač je umístěn v rukojeti.
Bicí mechanizmus je kladívkového typu s přenosem na zápalník.
Páčka pojistky se nachází na levé straně rámu zbraně. Přesunutím křidélka pojistky do polohy dolů se zablokuje spoušťový mechanizmus. V tomto stavu nelze stisknout spoušť a vypustit kladívko.
Samopal umožňuje střelbu jednotlivými ranami (páčka pojistky v poloze dozadu) při podobném držení jako u běžné pistole. Po přepnutí páčky pojistky dopředu střílí dávkami, přičemž se předpokládá použití výklopné ramenní opěrky a držení zbraně oběma rukama. Zbraň se i při střelbě dávkou chová mimořádně klidně a stabilně, zpětný ráz je poměrně velmi malý.
Tlačítko záchytu zásobníku je umístěno na levé straně rámu mezi lučíkem a zásobníkem. Používané schránkové zásobníky mají kapacitu 10 nebo 20 nábojů.
Samopal měl v původním provedení dřevěnou rukojeť, u pozdějších modelů byla roku 1978 nahrazena rukojetí plastovou. Sklopná ramenní opěrka je vyrobena z hliníkové slitiny a je otočně upevněna k tělu zbraně prostřednictvím vertikálního čepu. K jejímu vyklopení stačí jediný úder dlaní nestřílející ruky zespodu do botky, zbytek dokončí pružina čepu.
Zbraň má mechanická otevřená mířidla. Šroubovací kolíková muška je stranově i výškově regulovatelná. Plátkové hledí je nastavitelné na dálku střelby 75 m nebo 150 m. Samopal je velmi přesný, rozptyl zásahů na 50 m se spolehlivě vejde do 100 mm. Účinný dostřel je při střelbě z ruky 50 metrů, s použitím ramenní opěrky 150 metrů. Maximální dostřel náboje 7,65 mm Browning je kolem 1500 m .
Samopal se zpravidla nosí v opaskovém nebo podpažním pouzdře pistolového typu.
Pro speciální použití byl pro tuto zbraň zkonstruován i tlumič. Dále byly k dispozici rovněž svítící mířidla pro použití za snížené viditelnosti.

### Další technické parametry vz. 61
- výška zbraně: 167 mm

- šířka zbraně: 43 mm

- délka záměrné: 147 mm

### Technická data adostřel
V seznamu technických parametrů zbraně je mimo jiné uváděn dostřel zbraně. Podle doplněného předpisu ke zbrani 
je maximální dostřel asi 1500 m, smrtící účinek do 800 m a účinný dostřel z ruky do 50 m a z ramene do 150 m. Vzhledem k definici těchto parametrů a rozdílné metodice určování
se tyto údaje mohou v jiných zdrojích mírně lišit. I uvedený pramen  například uvádí v jiné kapitole účinnou dálku střelby 200 m. 

## Příslušenství

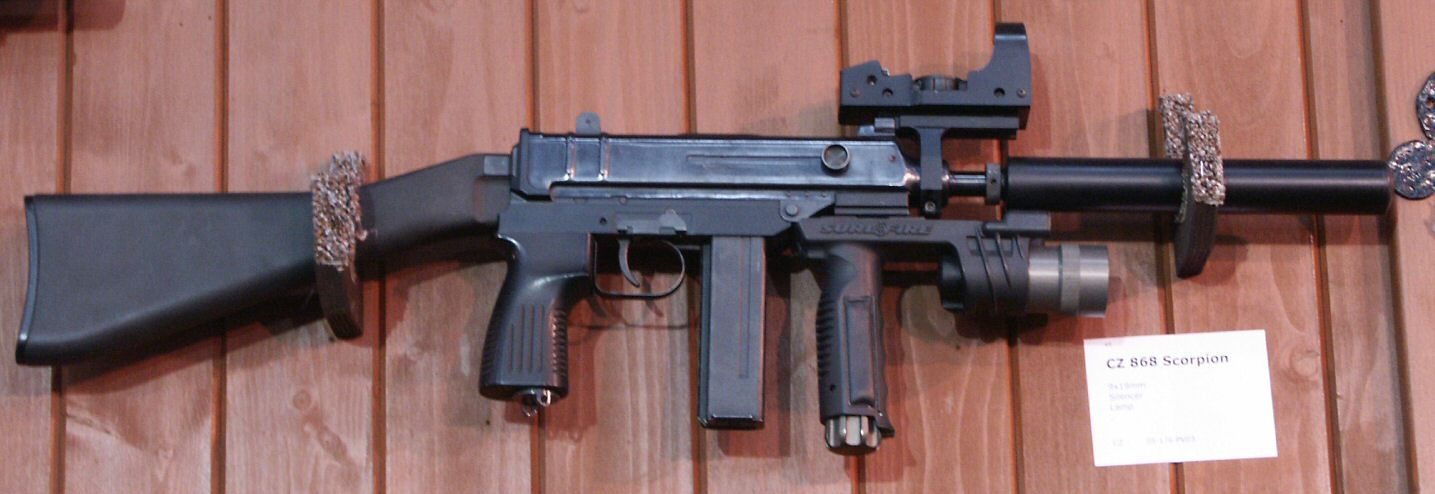
Modifikace původního Škorpionu na karabinu — CZ 868.

- vytěrák, koudelníček, klíč mušky, plochý štětec, olejnička, žíněný kartáček, plátěný pytlík
- 5 ks zásobníků (1× na 10 nábojů, 4× na 20 nábojů)
- 2 ks brašny na zásobníky
- závěsná šňůra vz. 52
- podle potřeby podpažní nebo opaskové pouzdro na zbraň
- sklopná pažba[2]

## Náhrada v české armádě
Od osmdesátých let se hovoří o modernizaci výzbroje armády, ke které ovšem dosud nedošlo. Horkým kandidátem v devadesátých letech byl komplet CZ 2000 (LADA).
Nástupcem by mohl být v současnosti vyráběný CZ Scorpion EVO 3 se svojí samonabíjecí variantou CZ Scorpion EVO 3 S1, který je ale rozměrově mnohem větší.

## V populární kultuře
Samopal vz. 61 Škorpion si zahrál v mnoha českých i zahraničních filmech. Z českých to jsou: Copak je to za vojáka… (1987), Byl jednou jeden polda III (1999) a Sametoví vrazi (2005), mezi zahraničními to byly: Boeing 747 v ohrožení (1996), Con Air (1997), Tváří v tvář (1997), Matrix (1999), Blade II (2002), Equilibrium (2002), xXx (2002), Matrix Revolutions (2003), Temný rytíř (2008), Resident Evil: Odveta  (2012), Captain America: Návrat prvního Avengera (2014).
Samopal vz. 61 Škorpion proslavil také spisovatel MUDr. Ludvík Souček ve své trilogii Cesta slepých ptáků. V třetím dílu s podtitulem Sluneční jezero (1968) uvádí při plánování letu na Mars: „...mimo jiné i tři československé kapesní samopaly Škorpion 61 jako součást výzbroje kosmické lodi Rider proti případnému útoku vesmírných příšer....“ 
Objevil se také ve videohrách: GoldenEye 007 (1997), Operation Flashpoint: Resistance (2002), Rainbow Six 3 (2003), Call of Duty 4: Modern Warfare (2007), Call of Duty: Modern Warfare 2 (2009), Resident Evil 5 (2009), Far Cry 3 (2012), Far Cry 5 (2018), Far Cry 6 a Resident Evil Village (2021).

## Uživatelé

### Současní
- Afghánistán[4]
- Alžírsko
- Angola[4]
- Česko[4][5][6]
- Egypt[7]
- Gruzie[4] většinou u policejních sil.
- Indonésie: Používán speciálními jednotkami Kopaska a Kopassus.[8]
- Irák[9]
- Jordánsko[9]
- Libanon[9]
- Libérie: V roce 2002 obdržela srbské M84[10]
- Libye[4]
- Mongolsko
- Mosambik[7]
- Severní Korea: Používán špiony a speciálními jednotkami[11]
- Pákistán[4] Používán policejní jednotkou Dolphin Force
- Srbsko[7][12]
- Slovensko[4]
- Uganda[4]
- Ukrajina (2 085 kusů darovaných v rámci pomoci během ruského útoku v roce 2022)[13][14]
- Vietnam

Bývalí:
- Československo
- Východní Německo: Ve službách Nationale Volksarmee (NVA)[15]
- Severní Vietnam: Používán Severním Vietnamem a Việt Cộngem z války ve Vietnam.[16]
- Sovětský svaz: Ve službách u jednotek Specnaz[12]
- Jugoslávie[7]

Nestátní uživatelé :
- Việt Cộng
- Rudé brigády[17]